# Фіксер
Фіксер (англ. fixer, жарг. рішала) — це той, хто виконує доручення для інших або вміє вирішувати проблеми для інших. Термін має різні значення в різних контекстах.
У британському вживанні цей термін є нейтральним і означає «людину, яка вирішує проблеми та виконує завдання».
У журналістиці фіксер — місцева особа, яка прискорює роботу кореспондента, який працює за кордоном.
Використання в американській англійській мові означає, що методи, які використовуються для приховування особи своїх клієнтів або потенційних скандалів, майже напевно мають сумнівну мораль, якщо не законність.
Фіксера, який позбавляється від тіл або «прибирає» речові докази злочину, часто більш конкретно називають «прибиральником».
У спорті цей термін описує когось, хто робить (зазвичай незаконні) домовленості, щоб маніпулювати результатами спортивних змагань або заздалегідь домовитися про них.